# Canne al vento
Canne al vento è un romanzo di Grazia Deledda. Uscì a puntate su L'Illustrazione Italiana, dal 12 gennaio al 27 aprile 1913, e dopo qualche mese fu pubblicato in volume presso l'editore Treves di Milano. Si tratta dell'opera più famosa della scrittrice sarda, vincitrice del Premio Nobel per la letteratura nel 1926. Il titolo allude al tema profondo della fragilità umana e del dolore dell'esistenza; in questa direzione mobilita le riflessioni e le fantasie di un eroe protagonista, come un primitivo, un semplice, assai simile al pastore errante dell'Asia leopardiano o a uno degli umili manzoniani. Il rapporto di similitudine tra la condizione delle canne e la vita degli uomini, celebrato nel titolo del romanzo, proviene da un'opera (Elias Portolu) del 1903: Uomini siamo, Elias, uomini fragili come canne, pensaci bene. Al di sopra di noi c'è una forza che non possiamo vincere. La metafora dell'uomo-canna non era nuova in letteratura, essendo già presente nell'opera di Blaise Pascal:
(Blaise Pascal, Pensieri.)

## L'opera
Deledda era una scrittrice eclettica che si appoggiava a diverse fonti letterarie.  Le sue opere sono collocate temporalmente accanto a quelle di Giovanni Verga, discostandosi in maniera significativa dal verismo dello scrittore siciliano. Anche in Canne al vento c’è la fotografia di una realtà sociale, ma nel contempo l'autrice esalta i conflitti interiori dei personaggi, le angosce scaturite dalla colpa e dai desideri inconfessabili. Se Verga, sul modello della scuola naturalista francese, si proponeva di descrivere la realtà psicologica e sociale, come applicazione diretta del pensiero positivista, al contrario la Deledda si allontana dall’idea d'impersonalità verista, evidenziando l’intrinseca fragilità dell’essere umano.
Sullo sfondo delle Baronie, vengono esposte le tematiche della povertà, dell'onore e della profonda superstizione. La Sardegna rurale del primo Novecento descritta in Canne al Vento ripropone ancora oggi quel nodo insolubile tra una civiltà in apparenza statica e immobile sulle sue millenarie usanze e un'isola che avanza a grandi passi sulla via di un progresso, ieri agricolo oggi industriale e tecnologico insieme.
Mentre gli artisti del tempo di Deledda dibattevano sugli aspetti più complessi di quel progresso, e cioè di quella modernità nella quale potevano cogliere l'essenza unitaria dell'uomo comunque e dovunque, e non solo nella civiltà occidentale, Deledda assai più sensibile e avvertita sul piano culturale coglieva il senso profondo e sconvolgente del mutamento. La sua proiezione mitica della comunità isolana ne era una reinvenzione simbolica in termini estetici e antropologici.
Non è una storia fine a se stessa, né rinchiusa nei confini della Sardegna. Quel che vale per la Sardegna vale anche per il resto d'Italia di allora, e non solo: lo testimonia la grande e lunga fortuna di Canne al vento in tutto il mondo.
Ecco perché la sua opera poté interessare lo scrittore inglese David Herbert Lawrence, autore di Mare e Sardegna, che divenne suo traduttore. D. H. Lawrence fu attratto dal suo modo di scrivere, denso di emozioni e suggestioni primordiali, in cui fluiva una energia insolita che induceva nel lettore un nuovo desiderio di natura e autenticità. Desiderio più comprensibile oggi di quanto non lo fosse allora, quando i problemi dei costi sociali e umani, gli oneri dei rischi ambientali del progresso e della modernità non erano venuti in primo piano.

## Trama
In un villaggio sardo, Galte, non lontano dalla foce del Cedrino, sulla costa tirrenica della Sardegna, vive la nobile famiglia Pintor: padre, madre e quattro figlie. Il padre, Don Zame, rappresentato come rosso e violento come il diavolo, è un uomo superbo e orgoglioso, ma anche prepotente e soprattutto geloso dell'onore della famiglia e ne protegge il prestigio e la nobile reputazione nel paese. Le donne, dedite ai lavori domestici, restano a casa. A questa condizione femminile si ribella solo Lia, la terza delle sue figlie, la quale, trasgredendo le regole imposte dal genitore, fugge sulla penisola per "prender parte alla festa della vita". Approda a Civitavecchia. Qui si sposa e ha un figlio. Don Zame sembra impazzire per lo scandalo - "Un'ombra di morte gravò sulla casa: mai nel paese era accaduto uno scandalo eguale; mai una fanciulla nobile e beneducata come Lia era fuggita così." - Il padre, mentre tenta di inseguire la figlia, viene trovato misteriosamente morto sul ponte all'uscita dal paese. Il fatto criminoso resterà avvolto in una sorta di mistero: disgrazia o delitto? Questo è l'antefatto del romanzo che nella realtà narrativa viene rivelato con anacronie, nel corso della narrazione, la quale in verità comincia nel momento in cui viene annunciato l'arrivo di Giacinto, il figlio di Lia rimasto orfano di entrambi i genitori, in casa Pintor.
Quando il romanzo ha inizio, le dame Pintor: Ruth, Ester e Noemi, assistono rassegnate al declino della loro giovinezza, abitano in una casa oramai cadente e sono rimaste proprietarie di un unico, piccolo podere appena sufficiente per il loro sostentamento. La vita delle Pintor scorre in una mestizia malinconica nella quale sfuma il loro orgoglio, che ha guizzi soprattutto in Noemi e meno nelle altre due più anziane, provate dalla rinuncia e dall'aggravarsi della miseria. Invano sono protette dalla dedizione del servo Efix (Efisio è un nome molto diffuso nel sud della Sardegna e si chiama così uno dei santi patroni della città di Cagliari), legato a loro, come il carnefice alla vittima, da un forte senso di colpa (infatti lui per favorire la fuga di Lia, per cui aveva una devozione appassionata molto simile all'amore, aveva accidentalmente ucciso il padrone). Egli sogna, con pazienza e devozione, il rifiorire della casa e della casata. Una speranza si accende con l'arrivo di Giacinto. Intorno vagano i personaggi minori, membri della comunità e del gruppo, solidali e partecipi con la loro primitiva saggezza: le giovani coetanee di Giacinto, i coetanei delle Pintor, di Efix. Le reazioni all'arrivo di Giacinto sono minutamente descritte nei vari meccanismi di accettazione e rifiuto, finché l'amore finisce per ristabilire un nuovo equilibrio, che ciascun membro della comunità paga con la propria esperienza e in misura adeguata al proprio ruolo.
Le pagine memorabili del romanzo che restano impresse nell'animo del lettore sono numerose: Efix e il suo mondo interiore, le sue riflessioni e le fantasie, gli interni della casa, il paesaggio, i santuari e le feste, la iniziazione difficile di Giacinto, l'amore di Noemi e quello di Grixenda per lui, quello riconoscente delle dame per Efix che si conclude nello splendido attittidu della fine, quando donna Ester parla come in una nenia funebre al servo morto, lo apostrofa e ne veste il cadavere leggero, sola nella grande casa allietata dalle nozze di Noemi col cugino don Predu.

## Trasposizioni cinematografiche e televisive
- Canne al vento – miniserie televisiva diretta da Mario Landi e trasmessa dall'8 novembre al 29 novembre 1958 su Programma Nazionale.[3]

### Edizioni
- (FR)  Des roseaux sous le vent, trad. Marc Hélys, Paris, Grasset, 1919; riedito con il titolo Roseaux au vent, trad. Marie Billoret, ebook Falige Editore, 2014.

Traduzioni italiane
- Grazia Deledda, Canne al vento, collana Oscar classici moderni, Milano, Mondadori, 2001.